# Katja Nass
Katja Nass (ur. 26 listopada 1968 w Offenbach am Main) – niemiecka szpadzistka reprezentująca też RFN, czterokrotna medalistka mistrzostw świata.
Podczas mistrzostw świata w Essen w 1993 roku Niemki w składzie: Katja Nass, Eva-Maria Ittner, Claudia Bokel, Hedwig Funkenhauser i Imke Duplitzer zdobyły srebrny medal w zawodach drużynowych. W tej samej konkurencji zdobyła też srebro na mistrzostwach świata w Kapsztadzie (1997) i brąz na mistrzostwach świata w Seulu (1999). Ponadto na mistrzostwach świata w Atenach (1994) wywalczyła srebrny medal w turnieju indywidualnym, przegrywając tylko z Włoszką Laurą Chiesą.
Wystartowała na igrzyskach olimpijskich w Atlancie (1996), gdzie indywidualnie była dwunasta, a drużynowo siódma. Na rozgrywanych cztery lata później igrzyskach olimpijskich w Sydney drużynowo była szósta, a indywidualnie zajęła 29. miejsce.
Ponadto zdobyła brązowy medal w szpadzie indywidualnej na mistrzostwach Europy w Krakowie w 1994 roku i srebrny na mistrzostwach Europy w Gdańsku trzy lata później.